# Брукс (округ, Джорджія)
Шаблон:StateAbbr_ 30°43′44″ пн. ш. 83°42′54″ зх. д. / 30.72888889° пн. ш. 83.715° зх. д.
Округ  Брукс (англ. Brooks County) — округ (графство) у штаті  Джорджія, США. Ідентифікатор округу 13027.

## Історія
Округ утворений 1858 року.

## Демографія
За даними перепису 
2000 року 
загальне населення округу становило 16450 осіб, зокрема міського населення було 4767, а сільського — 11683.
Серед мешканців округу чоловіків було 7892, а жінок — 8558. В окрузі було 6155 домогосподарств, 4371 родин, які мешкали в 7118 будинках.
Середній розмір родини становив 3,11.
Віковий розподіл населення поданий у таблиці:
| Стать    | До 15 років | 15-21 | 22-29 | 30-39 | 40-49 | 50-65 | 65-85 | Понад 85 |
| -------- | ----------- | ----- | ----- | ----- | ----- | ----- | ----- | -------- |
| Чоловіки | 1872        | 884   | 792   | 1029  | 1144  | 1211  | 855   | 105      |
| Жінки    | 1741        | 820   | 794   | 1131  | 1122  | 1445  | 1220  | 285      |

## Суміжні округи
- Кук — північний схід
- Лоундс — схід
- Медісон, Флорида — південний схід
- Джефферсон, Флорида — південний захід
- Томас — захід
- Колквіт — північний захід

## Виноски
1. ↑  U.S. Decennial Census. United States Census Bureau. Архів оригіналу за 26 квітня 2015. Процитовано 18 червня 2014.
2. ↑  Historical Census Browser. University of Virginia Library. Архів оригіналу за 30 травня 2019. Процитовано 18 червня 2014.
3. ↑  Population of Counties by Decennial Census: 1900 to 1990. United States Census Bureau. Архів оригіналу за 2 лютого 2019. Процитовано 18 червня 2014.
4. ↑  Census 2000 PHC-T-4. Ranking Tables for Counties: 1990 and 2000 (PDF). United States Census Bureau. Архів оригіналу (PDF) за 18 грудня 2014. Процитовано 18 червня 2014.
5. ↑  State & County QuickFacts. United States Census Bureau. Архів оригіналу за 7 липня 2011. Процитовано 15 лютого 2014. [Архівовано 2011-06-07 у Wayback Machine.](англ.) Наведено за англійською вікіпедією.
6. ↑  American FactFinder. Бюро перепису населення США. Архів оригіналу за 26 лютого 2012. Процитовано 31 січня 2008. [Архівовано 2008-05-21 у Wayback Machine.]

| США | Це незавершена стаття з географії США. Ви можете допомогти проєкту, виправивши або дописавши її. |